# شهرستان فانچانگ
شهرستان فانچانگ (به لاتین: Fanchang County) یک منطقهٔ مسکونی در چین است که در واها واقع شده‌است.